# David Stone
David Stone es un cómico, escritor, productor, y mago francés especializado en la magia de cerca, ganador de varios premios internacionales.

## Biografía
David nació en Eaubonne (Valle del Oise). A sus padres les apasionaban el cine y la literatura, y David recibió formación en teoría musical y guitarra desde los 6 años.
A los 19, gracias a un amigo, tuvo en encuentro fortuito con el arte de la magia y la manipulación con cartas. Con 23 años, ganó el Diavol Grand Prix (Campeonato Nacional de Magia de Francia).
A los 24, ganó el Premio Gold Dove (Tórtola Dorada) en el Campeonato Europeo de Magia celebrado en Francia. Ese mismo año, ganó el Grand Prix de Magia de Cerca de América del Sur en Las Tunas, Cuba.
En 1995 conoció al mago Francés Stephane Jardonnet, quien dio el impulso definitivo a la carrera de David al producir un vídeo instruccional con él como protagonista (Basic Coin Magic Vol. 1), que se convirtió en el primer vídeo de magia producido en Francia a la venta en el mercado Internacional: Se vendieron más de 28.000 copias en 40 países, haciendo de éste un auténtico “Best-Seller”.
Tras licenciarse en Filosofía en la Universidad de Amiens, David decidió dedicarse profesionalmente a la magia. Se trasladó a Saint-Tropez, donde trabajó en algunos de lo restaurantes más prestigiosos de la Riviera Francesa. Entre ellos, pasó 7 años trabajando en La Voile Rouge, un restaurante en la playa espectacular, en el que David mejoró sus habilidades como mago.
Gracias a la popularidad de sus videos, y a su sentido del humor, Stone se ha ganado una buena reputación en el mundo de la magia profesional. Desde 1999, ha dado conferencias sobre el arte de la Magia por mesas (Magia profesional en restaurantes) en congresos de Magia de más de 19 países, y se ha convertido en uno de los magos Franceses más reconocidos a nivel mundial.
En el año 2001, conoce al mago y productor Francés Jean-Luc Bertrand, y desde entonces ambos han colaborado en la producción de varios cortos y DVD de magia. Su primera coproducción, un cortometraje, ganó el primer premio en el primer festival internacional de Cine de Magia, celebrado en Las Vegas en el año 2006.
En el año 2003, en la convención FFFF Fechter's Finger-Flicking Frolic, la reunión más prestigiosa de magos especializados en Magia de Cerca del mundo, David fue votado como el Artista más valorado del evento.
Su último libro, “Close-up: Los verdaderos secretos de la magia” (2005) se convirtió en Best-seller en Francia, agotando su primera edición antes que hubieran pasado 15 días desde su publicación. El DVD “The Real Secrets of Magic” (2006), una adaptación a Vídeo del mencionado libro, fue Nominado a mejor Vídeo de Magia del 2006 por las prestigiosas revistas Genii Magazine (USA) y Magie Magazine (DE), sobrepasando las 14.000 unidades vendidas en los primeros 13 meses tras su comercialización.
En agosto del 2006, David consiguió el 3.er premio en los Campeonatos del Mundo de Magia (FISM)  en Estocolmo, Suecia (Micro-Magic - FISM Award 2006]) en la modalidad de Micromagia. En 2008, consiguió ser votado como ganador del Premio TMW al Mejor Mago del Año).
En el año 2010, fue escogido por votación en la convención FFFF para ser el Invitado de Honor en la edición del 2012, convirtiéndose así en el segundo mago Francés en recibir tal distinción en 40 años.

## Filmografía
- Basic coin magic (1995) - Stéphane Jardonnet Productions
- Génération Imagik Vol. 2 (1996) - Joker Deluxe Productions
- Coin Magic Vol. 2 (1997) - Stéphane Jardonnet Productions/David Stone
- David Stone’s fabulous close-up lecture (1999) - International magic
- Quit smoking (2001) - Magic Boutique
- Live in Boston (2002)- MagicZoom Entertainment
- Best of the best Vol. 11 (2003) - International Magicians Society
- Best of the best Vol. 12 (2003) - International Magicians Society
- Best of the best Vol. 13 (2003) - International Magicians Society
- Live at FFFF (2004)- MagicZoom Entertainment
- The real secrets of magic Vol. 1 (2006) - MagicZoom Entertainment/Close-up Magic
- The real secrets of magic Vol. 2 (2007) - MagicZoom Entertainment/Close-up Magic
- Cell (2008) - MagicZoom Entertainment/Bonne Nouvelle Production
- Window (2009) - MagicZoom Entertainment/Close-up Magic
- The Real Secrets of David Stone (2010) - MagicZoom Entertainment/Close-up Magic
- Tool (2011) - MagicZoom Entertainment
- Reel Magic (2012) - Issue n° 30 - Kozmo Magic

## Producciones
- Co-producer of Yannick Chretien (2009) - MagicZoom Entertainment/Close-up Magic
- Co-producer of Nestor Hato (2008) - MagicZoom Entertainment/Close-up Magic